# Епархия Джамму-Шринагара
Епархия Джамму-Шринагара (лат. Dioecesis Iammuensis-Srinagarensis) — епархия Римско-Католической церкви c центром в городе Джамму, Индия. Епархия Джамму-Шринагара входит в митрополию Дели. Кафедральным собором епархии Джамму-Шринагара является церковь Пресвятой Девы Марии.

## История
17 января 1952 года Римский папа Пий XII выпустил буллу Aptiori christifidelium, которой учредил апостольскую префектуру Кашмира и Джамму, выделив её из епархии Равалпинди (сегодня — Епархия Исламабада-Равалпинди) и епархии Лахора.
4 мая 1968 года апостольская префектура Кашмира и Джамму была переименована в апостольскую префектуру Джамму и Кашмира.
10 марта 1986 года Римский папа Иоанн Павел II выпустил буллу Qui Sanctissimi Numinis, которой преобразовал апостольскую префектуру Джамму и Кашмира в епархию Джамму-Шринагара.

## Ординарии епархии
- епископ George Shanks (30.05.1952 — 1963);
- епископ John Boerkamp (10.07.1963 — 1978);
- епископ Hippolytus Anthony Kunnunkal (11.11.1978 — 3.04.1998);
- епископ Peter Celestine Elampassery, O.F.M. Cap. (3.04.1998 — 3.12.2014);
- епископ Ivan Pereira (с 3.12.2014)

## Источник
- Annuario Pontificio, Ватикан, 2007
- Булла Aptiori christifidelium, AAS 44 (1952), стр. 513  (лат.)
- Булла Qui Sanctissimi Numinis  (лат.)